# Palabra de honor (película de 1939)
 Palabra de honor  es una película argentina en blanco y negro dirigida por Luis César Amadori sobre su propio guion escrito en colaboración con Antonio Botta que se estrenó el 10 de mayo de 1939 y que tuvo como protagonistas a Luis Sandrini , Nuri Montsé , Alicia Vignoli , María Esther Buschiazzo  y Roberto Airaldi  .

## Sinopsis
Para salvar a la hija de un condenado, un heladero empeña su palabra de honor.

## Reparto
- Luis Sandrini ... Pitango
- Alicia Vignoli ... Laura Conde
- María Esther Buschiazzo ... madre de Pitango
- Roberto Airaldi ... Raúl Lucera
- José Casamayor
- Cirilo Etulain
- José Antonio Paonessa ... "Chancho Negro" Patiño
- José Ruzzo ... Ronco
- Alfredo Fornaresio ... Sambayón

## Comentarios
La crónica de La Nación expresaba:

”La buena actuación de Luis Sandrini sobresale…un final de transparente emoción, en el cual …obtiene unos de sus mejores momentos de actuación cinematográfica. Con un desarrollo ágil, con una continuidad bien lograda, eldesarrollo…divierte, enretiene y hace reír con frecuencia en su relativa originaloidad”

Por su parte el crítico Domingo Di Núbila escribió: :

”(Sandrini) Volvió a la calle, esta vez no como canillita sino como heladero, y se enamora de una bella morocha, Alicia Vignoli, en un brioso divertimento que se vuelve tragicómico y desemboca en un final muy fuerte. Al dosificar su oferta Sandrini reencontró a un público ya curado de su anterior saturación sandrinesca y estuvo apoyado en una esmerada producción que se realzó con la fotografía de Beltrán”